# Ocyptamus limpidapex
Ocyptamus limpidapex är en tvåvingeart som först beskrevs av Charles Howard Curran 1941.  Ocyptamus limpidapex ingår i släktet Ocyptamus och familjen blomflugor. Inga underarter finns listade i Catalogue of Life.